# Kashiwa Reysol
Kashiwa Reysol (Japans: 柏レイソル, Kashiwa Reisoru) is een Japanse voetbalclub die uitkomt in de J-League.

## Geschiedenis
De ploeg werd opgericht in 1940 als Hitachi Ltd. Soccer Club, het bedrijfsteam van de Japanse high tech fabrikant Hitachi, Ltd.. Na oprichting van de Japan Soccer League was de club redelijk succesvol. Maar tegen het einde van de jaren 80, begin jaren 90 waren de successen van de club minder geworden en werd het derhalve niet betrokken bij de oprichting van de J-League.
In 1992 veranderde de club van naam ondanks haar afwezigheid in de J-League. Gekozen werd voor de huidige naam Kashiwa Reysol. Reysol is een samenvoeging van de Spaanse woorden rey en sol die koning en zon betekenen. Het is een verwijzing naar Hitachi (日立) dat in het Japans mede wordt geschreven met het symbool voor zon (日). Hitachi bleef eigenaar van de club.
Om te promoveren naar de J-League werd de Braziliaanse voetbalster Careca aangetrokken. Dit lukte en zodoende kwam Kashiwa Reysol in 1995 voor het eerst in de J-League uit. In 2000 kwam de rare situatie voor dat Kashiwa Reysol de meeste punten behaalde van alle ploegen in de J1, maar niet het kampioenschap won of kon winnen omdat het geen enkel stadium won van de competitie. Volgens de huidige opzet zou de club wel kampioen zijn geweest.
De club speelde de laatste jaren steevast tegen degradatie. Dit kon men niet meer vermijden in 2005 en 2009, maar na een jaar in de J-League 2 keerde de club beide keren weer terug op het hoogste niveau. In 2011 werd verrassend het landskampioenschap gehaald.

## Erelijst

### J-League
- Winnaar in 1972 (als Hitachi Ltd. SC), 2011

### J-League 2
- Promotie in 2006 (2e plaats)
- Promotie in 2010 (1e plaats)

### Emperor's Cup
- Winnaar in 1972, 1975 (als Hitachi Ltd. SC), 2012
- Verliezend finalist in 1973 (als Hitachi Ltd. SC)

### J-League Cup
- Winnaar in 1999

### Suruga Bank Cup
- Winnaar in 2014

## Eindklasseringen
- Eerst wordt de positie in de eindranglijst vermeld, daarna het aantal teams in de competitie van het desbetreffende jaar. Voorbeeld 1/18 betekent plaats 1 van 18 teams in totaal.

| Jaar | J1    | J2   |
| ---- | ----- | ---- |
| 1995 | 12/14 |      |
| 1996 | 5/16  |      |
| 1997 | 7/17  |      |
| 1998 | 8/18  |      |
| 1999 | 3/16  |      |
| 2000 | 3/16  |      |
| 2001 | 6/16  |      |
| 2002 | 12/16 |      |
| 2003 | 12/16 |      |
| 2004 | 16/16 |      |
| 2005 | 16/18 |      |
| 2006 |       | 2/13 |
| 2007 | 8/18  |      |
| 2008 | 11/18 |      |
| 2009 | 16/18 |      |
| 2010 |       | 1/18 |
| 2011 | 1/18  |      |
| 2012 | 6/18  |      |

## Bekende (oud-)spelers
- Keiji Tamada
- Tadanari Lee
- Kisho Yano
- Hiroki Sakai
- Ryozo Suzuki
- Yusuke Omi
- Yoshitada Yamaguchi
- Minoru Kobata
- Shusaku Hirasawa
- Kazuhisa Kono
- Akira Matsunaga
- Toshio Takabayashi
- Nobuo Kawakami
- Masaki Yokotani
- Akira Nishino
- Yoichi Doi
- Tatsuhiko Seta
- Shigemitsu Sudo
- Toru Yoshikawa

- Hiroyuki Usui
- Tetsuo Sugamata
- Tetsuya Totsuka
- Koichi Hashiratani
- Tomoyuki Kajino
- Shinichiro Tani
- Masanao Sasaki
- Kentaro Sawada
- Naoki Sakai
- Takeshi Watanabe
- Tadatoshi Masuda
- Wagner Lopes
- Hideaki Kitajima
- Tomokazu Myojin
- Yasuhiro Hato
- Yoshiteru Yamashita
- Koki Mizuno
- Mitsuru Nagata
- Naoya Kondo

- Masato Kudo
- Yuki Otsu
- Junya Tanaka
- Daisuke Suzuki
- César Sampaio
- Müller
- Careca
- Edílson
- Dudu Cearense
- França
- Antônio Carlos Zago
- Ricardo Alexandre dos Santos
- Paulo Jamelli
- Nelson Luís Kerchner
- Valdir Benedito
- Christo Stoitsjkov
- Seydou Doumbia
- Ever Palacios
- Pavel Badea